# Daniel Mushitu
Daniel Mushitu Mwinkeu (sinh ngày 22 tháng 2 năm 2000) là một cầu thủ bóng đá người Thụy Điển thi đấu ở vị trí tiền đạo Vasalunds IF, theo dạng cho mượn từ AIK.